# جبل مكسن
جبل مكسن هي قرية جزائرية تابعة لبلدية صالح بوالشعور في ولاية سكيكدة في الجزائر. تتوسط كلا من دائرة الحروش ومقر البلدية الذي يبعد عنها حوالي 6 كلم. وهي منطقة صغيرة تضم مدرسة ابتدائية وفرعا اداريا بلديا تابعا لبلدية صالح بوالشعور الذي يترأسه المندوب والعضو المكلف عن حزب جبهة التحرير الوطني وتضم كل من كاف السيوانة والتجمع الثانوي وفيرمة.